# Gentelles
Gentelles és un municipi francès situat al departament del Somme i a la regió dels Alts de França. L'any 2007 tenia 465 habitants.

## Demografia

### Població
El 2007 la població de fet de Gentelles era de 465 persones. Hi havia 176 famílies de les quals 32 eren unipersonals (12 homes vivint sols i 20 dones vivint soles), 60 parelles sense fills, 72 parelles amb fills i 12 famílies monoparentals amb fills.
La població ha evolucionat segons el següent gràfic:
Habitants censats

### Habitatges

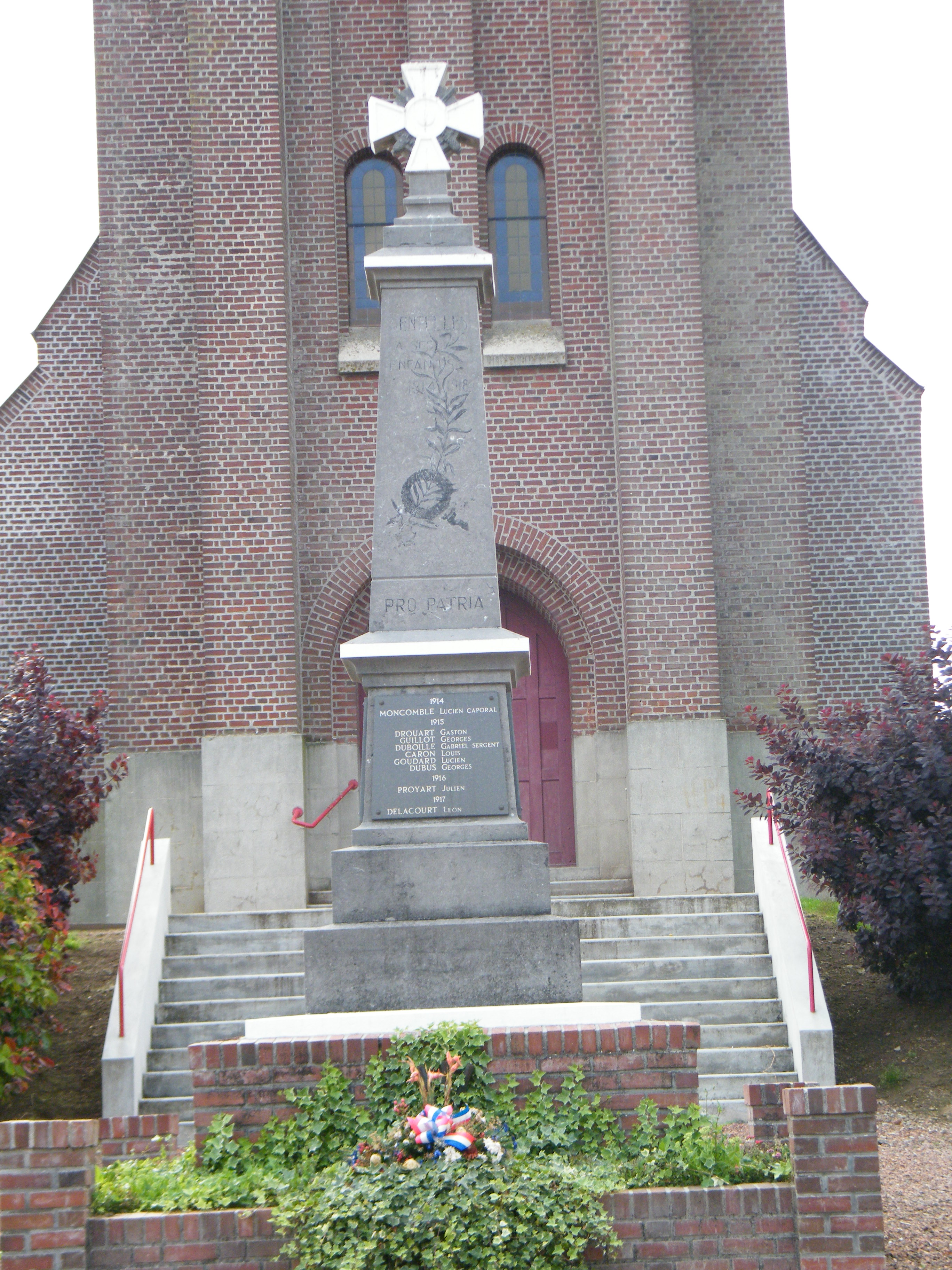

El 2007 hi havia 180 habitatges, 174 eren l'habitatge principal de la família, 1 era una segona residència i 5 estaven desocupats. 178 eren cases i 2 eren apartaments. Dels 174 habitatges principals, 160 estaven ocupats pels seus propietaris, 12 estaven llogats i ocupats pels llogaters i 2 estaven cedits a títol gratuït; 1 tenia dues cambres, 21 en tenien tres, 36 en tenien quatre i 117 en tenien cinc o més. 151 habitatges disposaven pel capbaix d'una plaça de pàrquing. A 69 habitatges hi havia un automòbil i a 92 n'hi havia dos o més.

### Piràmide de població
La piràmide de població per edats i sexe el 2009 era:
| Homes | Edats   | Dones |
| ----- | ------- | ----- |
| 0     | 95 o +  | 0     |
| 0     | 90 a 94 | 0     |
| 4     | 85 a 89 | 8     |
| 4     | 80 a 84 | 0     |
| 12    | 75 a 79 | 12    |
| 4     | 70 a 74 | 4     |
| 4     | 65 a 69 | 8     |
| 4     | 60 a 64 | 4     |
| 12    | 55 a 59 | 24    |
| 16    | 50 a 54 | 16    |
| 16    | 45 a 49 | 12    |
| 16    | 40 a 44 | 24    |
| 20    | 35 a 39 | 24    |
| 12    | 30 a 34 | 12    |
| 8     | 25 a 29 | 8     |
| 16    | 20 a 24 | 8     |
| 20    | 15 a 19 | 12    |
| 28    | 10 a 14 | 8     |
| 36    | 5 a 9   | 16    |
| 4     | 0 a 4   | 12    |

## Economia

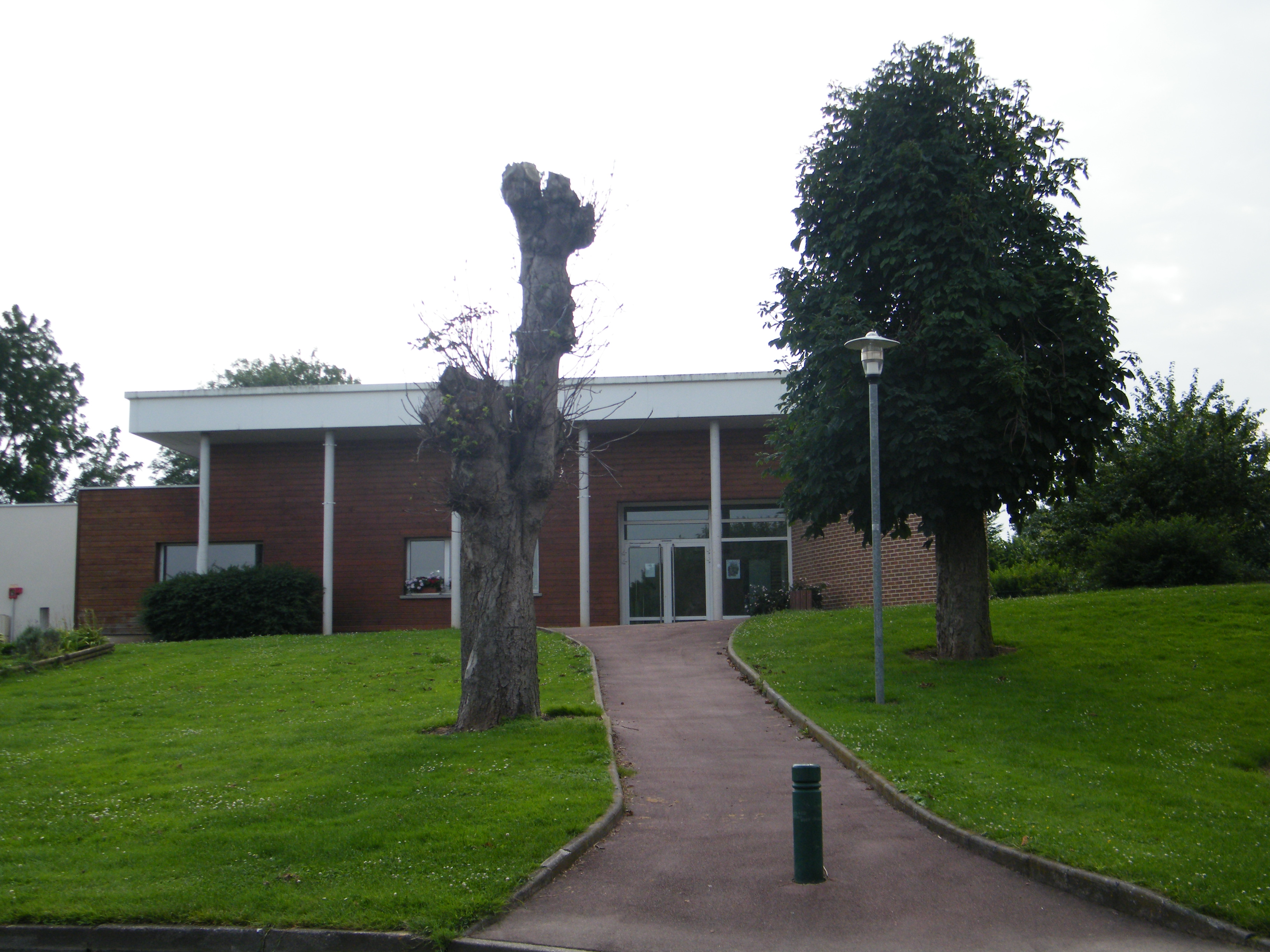

El 2007 la població en edat de treballar era de 311 persones, 235 eren actives i 76 eren inactives. De les 235 persones actives 216 estaven ocupades (108 homes i 108 dones) i 19 estaven aturades (11 homes i 8 dones). De les 76 persones inactives 23 estaven jubilades, 37 estaven estudiant i 16 estaven classificades com a «altres inactius».

### Ingressos
El 2009 a Gentelles hi havia 190 unitats fiscals que integraven 514 persones, la mediana anual d'ingressos fiscals per persona era de 21.177 €.

### Activitats econòmiques
Dels 5 establiments que hi havia el 2007, 2 eren d'empreses de construcció, 1 d'una empresa immobiliària, 1 d'una empresa de serveis i 1 d'una empresa classificada com a «altres activitats de serveis».
Dels 2 establiments de servei als particulars que hi havia el 2009, 1 era un electricista i 1 empresa de construcció.
L'any 2000 a Gentelles hi havia 14 explotacions agrícoles que ocupaven un total de 704 hectàrees.

## Equipaments sanitaris i escolars
El 2009 hi havia una escola elemental integrada dins d'un grup escolar amb les comunes properes formant una escola dispersa.

## Poblacions properes
El següent diagrama mostra les poblacions més properes.